# Autoroute espagnole T-11
La T-11 est une voie express appartenant à la Province de Tarragone. Elle relie Tarragone à Reus en Catalogne.
La T-11 est très chargée durant les périodes de pointe et la période estivale car le trafic automobile entre ces 2 villes est très intense. De plus, l'aéroport de Reus est une des principales plates-formes de correspondance de la compagnie à bas prix irlandaise Ryanair. Ce qui en fait un aéroport très fréquenté qui permet de desservir en outre la station balnéaire de Salou mais aussi le parc d'attractions de PortAventura.

Cette autovia joue le rôle de rocade sud pour la ville de Reus. Elle contourne la ville par le sud d'est en ouest et bifurque avec la C-14 en direction d'Alcover à l'est de la ville.

## Tracé
- La T-11 débute au centre de Tarragone tout près de la Rambla. Elle croise la T-721 qui permet d'accéder au Port de Tarragone et aux zones industrielles de la ville.
- Elle croise ensuite l'A-7 qui joue le rôle de rocade pour l'agglomération.
- Elle passe tout près de l'aéroport de Reus qu'elle dessert par la même occasion.
- Ensuite se détache la C-14 qui contourne la ville par l'est alors que la T-11 va desservir les différentes zones d'activités du sud de Reus.